# 양지중학교 (경기)
양지중학교(陽地中學校)는 대한민국 경기도 안산시 단원구 고잔동에 있는 공립 중학교이다.

## 학교 연혁
- 2001년 1월 5일 : 설립인가(36학급)
- 2001년 3월 1일 : 초대 홍석희 교장 취임
- 2001년 3월 3일 : 제1회 입학식(123명)
- 2002년 2월 16일 : 제1회 졸업식(10명)
- 2004년 3월 1일 : 40학급 편성(1학년 12학급, 2학년 16학급, 3학년 12학급)
- 2022년 9월 1일 : 제7대 김승훈 교장 취임
- 2023년 1월 6일 : 제22회 졸업식(334명)
- 2024년 3월 4일 : 제24회 입학식(303명)

## 참고 자료
- 양지중학교 - 한국교육학술정보원 학교알리미